# 石橋文登
石橋 文登（いしばし ふみと、1966年 - ）は、日本の政治部記者、元産経新聞社政治部長。

## 来歴
福岡県福岡市出身。県立修猷館高校、京都大学農学部を卒業後、1990年4月産経新聞社に入社。
奈良支局、京都総局、大阪社会部を経て政治部へ異動。政治部では内閣記者会（首相官邸担当、キャップ）、政治部次長、編集局副編集長、政治部長兼編集局次長などを務めたのちに2019年4月産経新聞社を退社。2020年7月より千葉工業大学特別教授。

## エピソード
- 安倍晋三元首相に最も近いとされた政治ジャーナリストの一人で、安倍とは電話一本でやり取りする仲であったとされ[1]、安倍に深く食い込んだ取材で知られている[2]。
- 当時自民党幹事長代理であった安倍は「小泉純一郎さんはどうして敵だと思うと袈裟斬りにしちゃうんだろうね。側において首を絞め続けたほうが効果があるんだけどね」と話したといい、石橋は自著で、小泉を直情径行の信長型、安倍を権謀術数の家康型と評している[3]。
- 産経新聞政治部在籍時から黒シャツ姿をトレードマークとして通しているため、「永田町の黒シャツ」と呼ばれている[1]。

## 著書
- 『安倍晋三秘録』（飛鳥新社 2020年）
- 『安倍「一強」の秘密』（飛鳥新社 2019年）
- 『国会議員に読ませたい敗戦秘話』（産経新聞出版、共著、2016年）
- 『「脱原発」が地方を滅ぼす』（産経新聞出版、共著、2013年）
- 『九州を創る男たち』（産経新聞出版、共著、2014年）
- 『ブランドはなぜ堕ちたか』（扶桑社、共著、2002年）